# Эски Сауран
Эски Сауран (каз. Ескі Сауран, до 2022 г. — Разъезд 30) — село в Сауранском районе Туркестанской области Казахстана. Входит в состав сельного округа Жибек. Код КАТО — 512634200.

## Население
В 1999 году население разъезда составляло 674 человека (332 мужчины и 342 женщины). По данным переписи 2009 года, в разъезде проживало 679 человек (329 мужчин и 350 женщин).